# Paulo Adriano
Paulo Adriano Almeida Simões, meglio noto come Paulo Adriano (Anadia, 3 marzo 1977), è un ex calciatore portoghese, di ruolo centrocampista.

## Carriera

### Club
Ha giocato nella massima serie dei campionati portoghese, cipriota e rumeno.